# Morelos, Aguascalientes
Morelos är en ort i Mexiko.   Den ligger i kommunen Rincón de Romos och delstaten Aguascalientes, i den centrala delen av landet, 500 km nordväst om huvudstaden Mexico City. Morelos ligger 2 031 meter över havet och antalet invånare är 662.
Terrängen runt Morelos är platt åt sydost, men åt nordväst är den kuperad. Runt Morelos är det ganska tätbefolkat, med 108 invånare per kvadratkilometer. Närmaste större samhälle är Rincón de Romos, 3,6 km öster om Morelos. Omgivningarna runt Morelos är i huvudsak ett öppet busklandskap.